# Allocapnia minima
Allocapnia minima är en bäcksländeart som först beskrevs av Barnston 1848.  Allocapnia minima ingår i släktet Allocapnia och familjen småbäcksländor. Inga underarter finns listade i Catalogue of Life.